# ФК „Секирово“
ФК „Секирово“ е български футболен отбор от Раковски. Възстановен е през 1991 г. Играе домакинските си срещи на стадион „Петър Парчевич“ в кв. Секирово на град Раковски с капацитет от 1500 места.

## Наименования
- „Секирово“ (от 1991)

## История
През 1954 г. в село Секирово се създава първото физкултурно дружество, с което започват да се провеждат организирани футболни мачове. От 1955 г. до 1975 г. футболният отбор към дружеството играе в районите групи и по-късно в Северна окръжна група. Няколко години след формиране на новия град Раковски, през 1975 г. футболният клуб е закрит и местните футболисти играят в градския клуб „Дибенко“, по-късно „Металург“ и образувания през 1985 г. футболен клуб „Легия“.
На 7 юли 1991 г. играчите от кв. „Секирово“ формират ФК „Секирово“. Треньори на отбора са били Тобия Момин, Гено Даймов, Иван Костов, Ганчо Пеев, Румен Димитров, Георги Разложки, Трифон Панчев,Кирил Андонов, Жеко Димитров, Христо Фурджев и др.
През лятото на 2023 г. клубът влиза за трети път в Трета Югоизточна лига, след победи в баражите над ФК „Любимец“ и ПФК „Арда“ – Кърджали. От септември 2023 г. треньор е Николай Домакинов - бивш национал на България. На 30 септември отборът записва първата си победа в Трета лига. От юни 2025 г. треньор е Иван Петров – Чекиста. Играл е за клубовете „Спартак“, „Берое“, „Хебър“ и „Локомотив“ (Пловдив). Като треньор е бил начело на отборите „Скутаре“, „Марица“, „Левски“ (Карлово), „Евроколеж“, юношите на „Локомотив“ (Пловдив) и „Розова долина“ (Казанлък).

## Президенти от 1991 г.
- Милко Антонов (1991 – 1999)
- Любен Бориспасов (1999 – 2002)
- Недялко Ванев (2002 – 2008)
- Стефан Пенсов (от 2008 г.)

## Известни футболисти
От школата на клуба са излезнали футболистите:
- Стефан Киков